# Brachyopa panzeri
Brachyopa panzeri là một loài ruồi trong họ Ruồi giả ong (Syrphidae). Loài này được Goffe mô tả khoa học đầu tiên năm 1945. Brachyopa panzeri phân bố ở vùng Cổ Bắc giới